# Constancio Miranda Weckmann
Constancio Miranda Weckmann (Cruces, Chihuahua; 15 de septiembre de 1952) es un sacerdote católico mexicano que se desempeña como Arzobispo de Chihuahua desde 2009. También se desempeñó como obispo de Atlacomulco y administrador apostólico de la Diócesis de Parral.

## Biografía

### Formación
Realizó sus estudios sacerdotales en el seminario de los Misioneros de la Natividad de María en León, Guanajuato, en el seminario de Ciudad Juárez y en el seminario regional del norte en Chihuahua, fue ordenado presbítero el 30 de septiembre de 1977 en Madera, Chihuahua por el entonces Obispo-prelado de Madera, Justo Goizueta Gridilla O.A.R.

### Sacerdocio
Tras su ordenación fue enviado a Roma donde fue alumno del Pontificio Colegio Mexicano y se licenció en Teología Moral en la Pontifica Academia Alfonsina.
En la Prelatura de Madera ocupó los cargos de párroco de Santa Clara, Óscar Soto Maynez y Madera, donde también fue vicario parroquial; fue vicario general de la Prelatura de Madera de 1990 a 1994, de este último año al 15 de diciembre de 1995 fue administrador diocesano de la prelatura tras el nombramiento de su obispo-prelado, Renato Ascencio León, como obispo de Ciudad Juárez, al ser elevada la Prelatura de Madera a diócesis de Cuauhtémoc-Madera su nuevo obispo, Juan Guillermo López Soto, lo nombró nuevamente su vicario general y permaneció en ese cargo hasta el 26 de junio de 1998.

## Episcopado

### Obispo de Atlacomulco
El 26 de junio de 1998 el papa Juan Pablo II lo nombró Obispo de Atlacomulco. Recibió la consagración episcopal como Obispo de Atlacomulco el 4 de agosto de 1998, siendo su consagrante el nuncio apostólico en México, Justo Mullor García, y fungiendo como co-consagrantes Ricardo Guízar Díaz, Arzobispo de Tlalnepantla y Juan Guillermo López Soto, Obispo de Cuauhtémoc-Madera. 
Fue elegido para el periodo de 04-06 Presidente del Departamento de Previsión Social del Clero de la CEM y representante de la Región Pastoral Metropolitana Circundante. 
En la LXXXII Asamblea Plenaria resultó elegido Responsable de la Dimensión Tutela del Seguro Sacerdotal CCyAS de la C.E. Para Vocaciones y Ministerios, para el Trienio 07-09.

### Arzobispo de Chihuahua
El 29 de septiembre de 2009, el papa Benedicto XVI lo nombró Arzobispo de Chihuahua. Tomó posesión de la cátedra Metropolitana el 19 de noviembre de 2009.
Le fue impuesto el Palio Arzobispal el 29 de junio de 2010, de manos del papa Benedicto XVI en la solemnidad de los Santos Pedro y Pablo, en la Basílica de San Pedro.
En enero de 2012, debido al fallecimiento de José Andrés Corral Arredondo, obispo de Parral,  el 24 de diciembre de 2011, fue designado como administrador apostólico de la sede mencionada por la Congregación para los Obispos.

## Sucesión episcopal
| Predecesor: José Fernández Arteaga | Arzobispo de Chihuahua 2009 - Actualidad | Sucesor: En el cargo                 |
| Predecesor: Ricardo Guízar Díaz    | Obispo de Atlacomulco 1998 - 2009        | Sucesor: Juan Odilón Martínez García |